# Jigalur, Ron
Jigalur là một làng thuộc tehsil Ron, huyện Gadag, bang Karnataka, Ấn Độ.